# دول بيد (مقاطعة دلفان)
دول بيد (بالفارسية: دول بید) هي قرية تقع في قسم ميربغ الجنوبي الريفي (مقاطعة دلفان) في إيران. يقدر عدد سكانها بـ 47 نسمة بحسب إحصاء 2016.